# Steven Kleiman
Steven Lawrence Kleiman (* 31. März 1942 in Boston, Massachusetts) ist ein US-amerikanischer Mathematiker, der sich mit algebraischer Geometrie beschäftigt.

## Leben
Kleiman studierte am MIT und danach an der Harvard University, wo er bei Oscar Zariski und David Bryant Mumford studierte, ab 1962 das Seminar von Alexander Grothendieck in Harvard besuchte und 1964 bei David Mumford hörte und 1965 bei Zariski mit der Dissertation Toward a Numerical Theory of Ampleness promoviert wurde. Danach war er J. F. Ritt Instructor und Assistant und Associate Professor an der Columbia University. 1966 bis 1970 besuchte er regelmäßig die Seminare von Grothendieck am IHES. Seit 1969 ist er Professor am MIT.
1966 bis 1967 war er NATO-Postdoctoral Fellow am IHES, 1968 Sloan Research Fellow und 1979 Guggenheim Fellow. 1989 wurde er Ehrendoktor der Universität Kopenhagen. 2002 wurde er auswärtiges Mitglied der norwegischen Akademie der Wissenschaften. Gleichzeitig fand eine internationale Konferenz zu seinem 60. Geburtstag in Oslo statt. 1970 war er Invited Speaker auf dem Internationalen Mathematikerkongress in Nizza (Finiteness theorems for algebraic cycles). Er ist Fellow der American Mathematical Society. Er ist Mitglied der Königlich Dänischen Akademie der Wissenschaften.
In der algebraischen Geometrie leistete Kleiman wichtige Beiträge zur Theorie der Moduln, der Schnitttheorie (Intersection Theory), der motivischen Kohomologie (siehe auch Kohomologie) und insbesondere der abzählenden Geometrie, die nach Anfängen im 19. Jahrhundert durch Hermann Schubert und Hieronymus Georg Zeuthen unter anderem von Kleiman strenger begründet wurde.
Zu seinen Doktoranden zählt Spencer Bloch.

## Schriften
- Toward a numerical theory of ampleness, Annals of Mathematics, Band 84, 1966, 293–344
- Algebraic cycles and Weil conjectures. In: Dix exposés sur la cohomologie des schémas, Masson 1968
- mit Allen Altman: Introduction to Grothendieck duality theory, Springer Verlag, Lecture Notes in Mathematics 146, 1970
- The transversality of a general translate, Compositio Mathematica, Band 28, 1974, 287–297
- Compactifying the Picard scheme, Advances in Mathematics, Band 35, 1980, S. 50–112
- mit Anders Thorup: A geometric theory of the Buchsbaum-Rim multiplicity, Journal of Algebra, Band 167, 1995, 168–231
- mit Steven Gaffney: Specialization of integral dependence for modules, Inventiones Mathematicae, Band 137, 1999, S. 541–574
- mit Dan Laksov: Schubert Calculus, American Mathematical Monthly, Band 69, Dezember 1972, S. 1061–1082
- The Picard Scheme, in Leila Schneps (Hrsg.), Alexandre Grothendieck, a mathematical portrait, International Press 2014
- A note on the Nakai-Moiszeon test for ampleness, American Journal of Mathematics, Band 87, 1965, S. 221–226